# 중대백로
중대백로(中大白鷺, 영어: eastern great egret, 학명: Ardea alba modesta)는 사다새목 백로과에 속하는 백로이다. 대백로가 중대백로와는 별개종이었지만 최근에는 중대백로가 대백로의 아종으로 분류되었다.

## 생김새

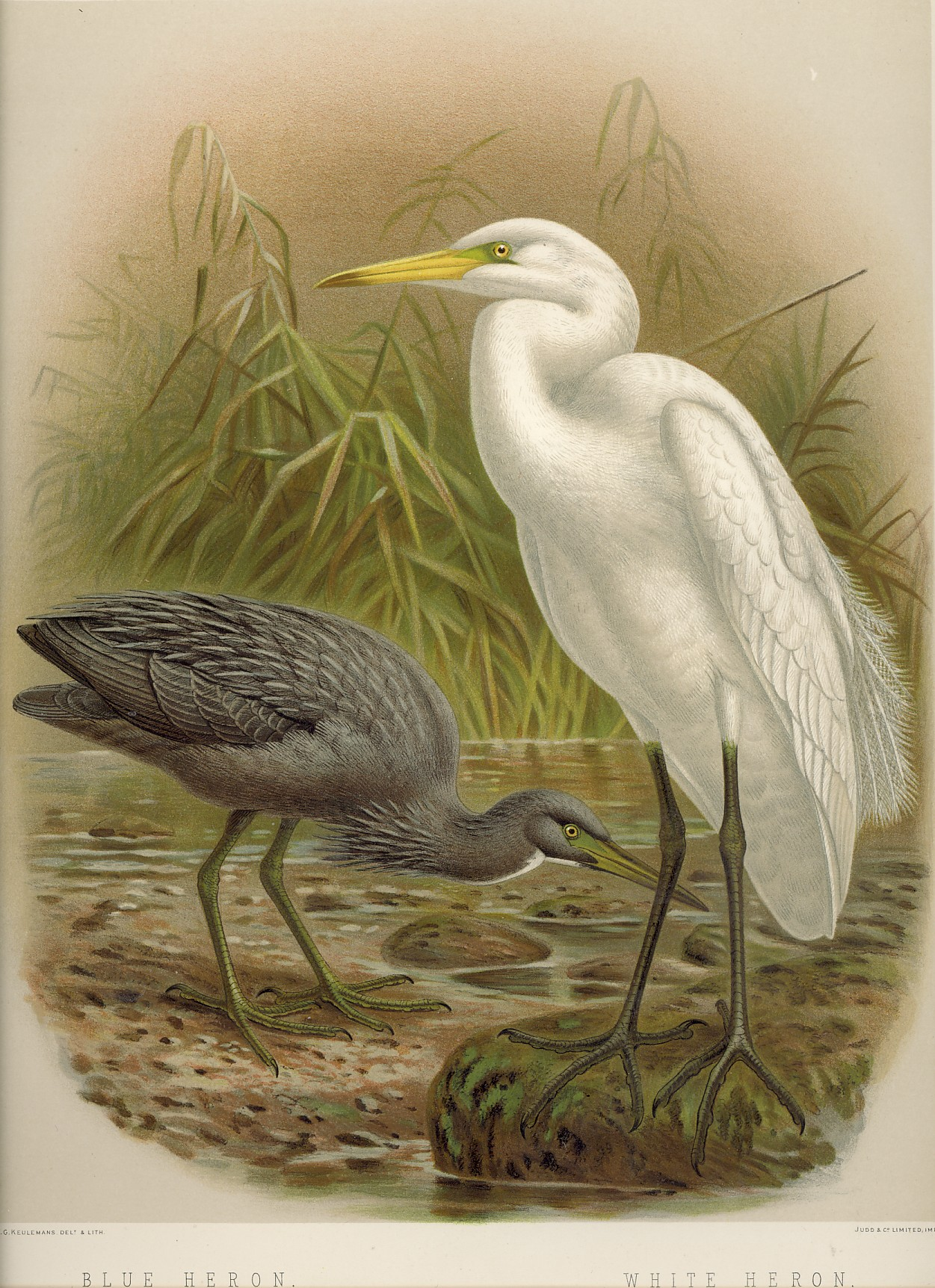
검은색 & 흰색 중대백로

중대백로의 몸길이는 약 90cm정도이다. 암수 모두 온몸이 새하얗고 눈 앞에 녹색 피부가 드러나 있다. 여름철 번식기의 어깨깃에는 가늘고 긴 장식깃이 있으나 겨울깃에는 없다. 또 여름철의 부리는 검고 부리 시작 부위가 녹색이나 겨울철의 부리는 노란색이다. 홍채는 어두운 노란색이다. 다리는 검고 정강이는 갈색이다.

## 장식깃
중대백로는 짝짓기를 할 때가 다가오면 암컷, 수컷 모두 긴 장식깃이 생긴다. 장식깃은 다른 말로 '여름깃' 이라고도 한다. 번식기에 주로 수컷에게서 볼 수 있는 화려하고 아름다운 깃을 말한다. 중대백로는 암수 다 장식깃이 난다. 번식 기간에 구애를 하거나 과시 행동을 할 때 또는 적을 위협할 때 이 깃을 활짝 펼쳐 사용한다. 장식깃은 여러 가지 바뀐 형태가 있다. 우관이라고 해서 공작이나 원앙, 왜가리 등에서 볼 수 있는 형태가 있고, 백로처럼 어깨의 깃이 변형되어 만들어진 것도 있다. 또 가슴 옆의 깃털이 변형된 것, 날개깃이나 꽁지깃이 길어진 것 등 다양하다.

## 둥지
중대백로는 여러 가지 나무가 자라는 숲 또는 소나무, 참나무 등 키가 높은 나무에 집을 짓고 알을 낳는다. 대략 2m에서 20m 높이의 나무에 나뭇가지로 접시 모양의 둥지를 만든다. 둥지 바닥에는 솔잎이나 나뭇잎을 깔아 알을 낳을 자리를 마련한다. 중대백로는 번식 기간 동안에는 혼자 살거나 2~3마리 혹은 7~8마리가 같이 무리를 지어 모여 산다. 번식 기간이 끝나고 새끼들이 둥지를 떠난 후에는 20~30마리나 40~50마리씩 무리를 지어 살아간다. 또 때로는 왜가리, 황로, 쇠백로들과 섞여 번식하는 경우도 있다. 이럴 때는 200~300여 마리나 2,000~3,000여 마리가 커다란 무리를 이루는 경우도 있다. 중대백로의 번식 기간은 4월 말에서 6월 말 사이이며, 한 배에 2~4개의 알을 낳는다.